# Diapaga
Diapaga é uma cidade burquinense, capital da província de Tapoa. Em 2012, sua população estava próximo de 14 156 habitantes.